# Mattsson
Mattsson är ett vanligt svenskt efternamn som kan stavas på flera olika sätt. Den 31 december 2012 var det följande antal personer i Sverige med stavningsvarianterna
- Mattsson 17 940
- Matsson 1 638
- Mattson 301
- Matson 90
- Mathson 78
- Mathsson 53
- Matzon 13
- Mattzon 9
- Mattsohn 1

Tillsammans med 3 personer som stavar namnet på annat sätt blir detta 20 126 personer, vilket ger namnet plats nummer 30 på listan över Sveriges vanligaste efternamn. Namnet var ursprungligen ett patronymikon med betydelsen Matts son eller Mattis son (därav två t).

## Personer med efternamnet Mattsson eller varianter av detta namn

### A
- Adam Ollas Mattsson (född 1996), ishockeyspelare
- Alex Matson (1888–1972), finländsk litteraturvetare, författare, kritiker och konstnär
- Alfred Leonard Matsson (1847–1901), konsthandlare och möbelritare
- Algot Mattsson (1918–1998), informationschef, författare och politiker
- Amanda Hollingby Matsson (född 1987), musiker och låtskrivare
- Anders Mattson (född 1955), försvarsforskare och näringslivsprofil
- Anders Mattsson (1728–1790), bondeståndets talman
- Anders Mattsson (borgmästare) (1592–1642), borgmästare i Norrköping
- Anders Mattsson (kaffegrossist) (1879–1954), kaffegrossist
- Andreas Mattsson (född 1967), musiker, låtskrivare och kompositör
- Anna Mattsson (född 1966), författare och översättare
- Annette Mattsson (född 1959), författare
- April Matson (född 1981), amerikansk skådespelare och sångare
- Arne Mattson (1902–1980), ingenjör
- Arne Mattsson (1919–1995), filmregissör och manusförfattare

### B
- Barbara Mattsson (född 1943), psykolog och psykoanalytiker
- Benny Mattsson (född 1978), fotbollsspelare
- Bertil Mattsson (1907–1968), arkitekt
- Brita Mattsson (1917–1976), friidrottare
- Britt-Marie Mattsson (född 1948), journalist och författare
- Bruno Mathsson (1907–1988), möbelformgivare och arkitekt

### C
- Carl Mattsson (1908–2019), vid sin död Sveriges äldste man genom tiderna
- Carl Mattsson (ishockeyspelare) (född 1999)
- Christina Mattsson (född 1947), visforskare, musikforskare och museiman

### E
- Einar Mattsson, flera personer
  - Einar Mattsson (byggmästare) (1904–2001)
  - Einar Mattsson (korrosionsforskare) (1925–2011)
- Elin Mattsson (född 1986), skidskytt
- Ellen Mattson (född 1962), författare
- Ellen Mattsson (född 1973), skådespelare
- Elliord Mattsson (1905–1991), vykortsfotograf
- Erik Mattsson (1899–1966), tekniker, pionjär inom radio och TV
- Eva Mattsson (1940–2012), författare
- Eyolf Mattsson (1897–1965), finländskrysk general

### F
- Fredrik Mattson (född 1973), möbelformgivare

### G
- Gregers Matsson (Lillie) (död 1494), riksråd, lagman
- Gunnar Mattsson, flera personer
  - Gunnar Mattsson (arkitekt) (född 1937)
  - Gunnar Mattsson (författare) (1937–1989), finlandssvensk författare och redaktör
- Guss Mattsson (1873–1914), finländsk publicist och författare
- Gustaf Mattsson, flera personer 
  - Gustaf Mattsson (idrottsman) (1893–1977), friidrottare
  - Gustaf Mattsson (präst) (1843–1906), präst och författare
  - Gustav Mattsson (1898–1987), lärare och pedagog

### H
- Hans Mattson (1832–1893), svenskamerikansk politiker
- Hansjacob Mattsson (1890–1980), ishockey- och bandyspelare, affärsman
- Helena Mattsson (född 1984), skådespelare
- Henry Mattson (1887–1971), svenskamerikansk målare
- Herbert Mattson (1920–1952), fanjunkare, nedskjuten
- Hållbus Totte Mattsson (född 1955), folkmusiker

### I
- Ida Mattsson (född 1985), simmare

### J
- Jack Mattsson (1954–2007), finländsk kompositör och musiker
- Jackie Mattsson (född 1955), fotbollsspelare
- Jan Mattsson, flera personer
  - Jan Mattsson (fotbollsspelare) (född 1951)
  - Jan Mattsson (pastor) (född 1953), sångförfattare
  - Jan O. Mattsson (1930-2020), naturgeograf
- Jan-Erik Mattsson (född 1949), åländsk politiker
- Jane Mattsson (1906-1951), skulptör
- Jens Mattsson (född 1964), mikrobiolog, generaldirektör
- Jesper Mattson Krus (1576/1577–1622), fältmarskalk, riksskattmästare
- Jesper Mattsson (född 1975), ishockeyspelare
- Jesper Mattsson (fotbollsspelare) (född 1968)
- Joel Mattsson (född 1999), finländsk fotbollsspelare
- Johan Mattsson (1894–1969), friidrottare
- Johan Mattsson (ishockeymålvakt) (född 1992)
- Johanna Mattsson (född 1988), brottare
- John Mattson (1915–1995), byggmästare
- Johnny Mattsson (1906–1970), skulptör och konsthantverkare
- Jonas Matsson (född 1986), sångare
- Josefine Mattsson (född 1993), skådespelare

### K
- Karin Mattsson Weijber (född 1972), idrottsledare
- Karl-Erik Mattsson (född 1956), komposlitör och musiker
- Kersti Bergroth-Matson (1886–1975), finländsk författare
- Kjell A. Mattsson (1930–2015), politiker och landshövding
- Knut Matsson (Lejonbjälke) (död 1289), riddare, lagman
- Kristian Matsson (född 1983), singer-songwriter
- Kristina Mattsson (född 1960), journalist och författare

### L
- Lars Matson (1933–1994), konstnär
- Lars-Gunnar Mattsson (född 1935), företagsekonom, professor
- Lars-Olof Mattsson (född 1954), fotbollstränare och spelare
- Lena Mattsson (född 1966), konstnär
- Lennart Mattsson (1914–1992), riksdagsledamot och landstingsordförande
- Lennart Mattsson (chefredaktör) (född 1955)
- Lisa Mattson (1918–1997), redaktör och politiker
- Ludvig Mattsson Mårn (1892–1967), skogsforskare

### M
- Magnus Matsson (1856–1919), lantbrukare och politiker
- Mani Mattsson (1927–2022), pianist, organist, kompositör
- Margaret Matson (omnämnd 1683), svenskamerikansk trolldomsåtalad
- Mariana Mattsson (född 1965), trädgårdskonsult och skribent
- Marianne Mattsson (född 1967), översättare
- Matti Mattsson (född 1993), finländsk simmare
- Michael Mattsson (född 1984), handbollsspelare

### N
- Nicklas Mattsson (född 1966), journalist och författare
- Niklas Mattsson (född 1992), snowboardåkare
- Nils Matsson Kiöping (cirka 1621–1680), reseskildrare
- Niss Hjalmar Matsson (1905–1973), hembygdshistoriker

### O
- Olle Mattson (1922–2012), författare, manus- och sångtextförfattare
- Ollie Matson (1930–2011), amerikansk friidrottare
- Oscar Mattsson (1896–1981), poststationsföreståndare och politiker
- Otto Mattsson (1890–1921), målare
- Ove Mattsson (född 1940), kemist och företagsledare

### P
- Peder Mattsson Stiernfelt (1568–1639), hovrättsassessor
- Per Mattsson (född 1948), skådespelare
- Pontus Mattsson (född 1965), journalist och författare

### R
- Randy Matson (född 1945), amerikansk friidrottare
- Ragnar Mattson (1892–1965), friidrottare
- Reinhold Matsson (1870–1938), präst och botaniker
- Robert Mattson (1851–1935), åländsk skeppsredare och kommerseråd
- Roland Mattsson (1926–2009), handbollsspelare och ledare
- Ruben Mattson (1879–1929), svensk skolman och matematiker

### S
- Sante Mattson (1886–1980), markvetare och kemist
- Sigfrid Mattsson (1917–2009), skidåkare
- Sivert Mattsson (1907–1999), skidåkare
- Sofia Mattsson (född 1989), brottare
- Sten Mattsson (1928–2013), skådespelare

### T
- Therese Mattsson (född 1958), ämbetsman, generaltulldirektör
- Thomas Mattsson (född 1971), journalist, chefredaktör
- Tobias Mattsson (född 1991), fotbollsspelare
- Torsten Mattsson (1915–1984), sågverksägare och politiker
- Tuula Mattsson (född 1949), åländsk politiker

### V
- Victor Mattsson (1887–1955), hemmansägare och politiker

### Y
- Yngve Mattsson (1900-1995), ämbetsman

### Å
- Åsa Mattsson (född 1959), författare